# Чрешниці (Войник)
Чрешниці (словен. Črešnjice) — поселення в общині Войник, Савинський регіон, Словенія. 
Висота над рівнем моря: 512,3 м.